# Хубер, Эрвин
Эрвин Хубер (нем. Erwin Huber; род. 26 июля 1946, Райсбах, Американская зона оккупации Германии) — германский государственный и политический деятель. С 2007 по 2008 год был председателем «Христианско-социального союза» (ХСС).

## Ранний период жизни
Родился в Райсбахе в районе Дингольфинг-Ландау, Бавария. Учился в начальной школе в Райсбахе и в средней школе в Дингольфинге. В 1963 году стал работать в Баварском управлении финансов. После нескольких лет работы в финансовом секторе, в 1970 году стал работать в Баварском государственном министерстве финансов. В этот период времени изучал экономику в Мюнхенском университете.

## Политическая карьера
В 1978 году был избран в Баварский ландтаг и с 1988 по 1994 год был генеральным секретарем «Христианско-социального союза». Вошел в правительство Баварии в 1994 году и занимал должности директора Баварской государственной канцелярии (1993—1994 и 1998—2005), государственного министра финансов (1994—1998) и государственного министра по федеральным вопросам и административной реформе (2003—2005). В 2005 году был назначен на должность государственного министра экономики, транспорта и технологий Баварии, эту должность занимал до 2007 года, когда его снова назначили государственным министром финансов.
В сентябре 2007 года был избран председателем партии «ХСС». Являлся сторонником уходящего председателя Эдмунда Штойбера и получил 58 % голосов, опередив федерального министра сельского хозяйства Хорста Зеехофера, который получил 39 % голосов, и партийной деятельницы Габриэле Паули, набравшей примерно 3 %.
Через два дня после выборов в 2008 году, на которых «ХСС» получил всего 43,4 % голосов (по сравнению с 60,7 % на выборах в 2003 году), Эрвин Хубер объявил о своей отставке. Его преемником стал Хорст Зеехофер.

## Личная жизнь
Католик. Женат, имеет двоих детей.